# Jesús Castejón
Jesús Castejón Rosado (n. Barcelona; 19 de febrero de 1956) es un actor, director escénico y cantante lírico (tenor y barítono) español.

## Biografía
Hijo de los actores Pepa Rosado y Rafael Castejón, nació en Barcelona. Cursó estudios de música, canto e interpretación en el Real Conservatorio Superior de Música de Madrid. Debutó en el Teatro Lírico Nacional con El caserío, de Jesús Guridi y bajo la dirección de Roberto Carpio. Permaneció durante ocho temporadas consecutivas como tenor cómico. 
En 1979 estrenó junto a Plácido Domingo la ópera El poeta, de Federico Moreno Torroba, bajo la dirección musical de Luis Antonio García Navarro. Tiene en su repertorio más de noventa zarzuelas, operetas y ópera española. Su primer papel dramático fue en Comedia sin título, de Federico García Lorca, bajo la dirección de Lluís Pasqual. 
En 1990 trabajó en la serie Hasta luego, cocodrilo, de Alfonso Ungría y rodada en 35 mm. Desde entonces aparece con regularidad en la pequeña pantalla. Sus apariciones en la pantalla grande incluyen títulos como Hermana, pero ¿qué has hecho?, de Pedro Masó, La lengua de las mariposas, de José Luis Cuerda, Alatriste, de Agustín Díaz Yanes y Siete mesas de billar francés, de Gracia Querejeta.
Su trabajo en teatro incluye obras clásicas y contemporáneas bajo la dirección de directores como Josep Maria Flotats, Gerardo Malla, Lluís Pasqual y José Luis Gómez.

## Teatro
- Comedia sin título de Federico García Lorca. Dirigido por Lluís Pasqual. Centro Dramático Nacional (CDN). 1988.
- El rayo de Pedro Muñoz Seca. Dirigido por José Osuna. Centro Cultural Villa de Madrid. 1990.
- La noche del Dorado. Dirigido por John Strasberg. Grec de Barcelona. 1991.
- Lope de Aguirre, traidor de José Sanchis Sinisterra. Dirigido por José Luis Gómez. 1991-92.
- Marat/Sade de Peter Weiss. Dirigido por Miguel Narros. CDN. 1993.
- Castillos en el aire de Fermín Cabal. Dirigido por José Luis Gómez. Teatro de La Abadía. 1994-95.
- El tiempo y la habitación de Botho Strauss. Dirigido por Lluís Homar. CDN. 1995-96
- Silvia de A. R. Gurney. Dirigido por Pilar Massa. Teatro Fígaro. 1997.
- Bienvenida a casa de Neil Simon. Dirigido por Gerardo Malla. Teatro Albéniz. 1996.
- El barberillo de Lavapiés de Francisco Asenjo Barbieri. Dirigido por Calixto Bieito. TLNZ. 1997.
- Entre bobos anda el juego de Francisco de Rojas Zorrilla. Dirigido por Gerardo Malla. Compañía Nacional de Teatro Clásico. 1999-2000.
- Arte de Yasmina Reza. Dirigido por Josep Maria Flotats. Teatro Marquina. 2001.
- Esperando a Godot de Samuel Beckett. Dirigido por Lluis Pasqual. Teatre Lliure. 2001.
- Edipo XXI. Dirigido por Lluis Pasqual. 2001-2002.
- Hamlet y La tempestad – Lluis Pasqual. 2005-06.
- La cosmética del enemigo, de Amélie Nothomb 2008-09.
- El banquete. 2019

- Los chicos del coro el musical .2022.

## Filmografía
| Año  | Película                                      | Personaje            | Director                     |
| ---- | --------------------------------------------- | -------------------- | ---------------------------- |
| 2019 | La tercera parte (cortometraje)               | Jefazo               | Alicia Albares y Paco Cavero |
| 2016 | La punta del iceberg                          | Carmelo Luis         | David Cánovas                |
| 2015 | Donde caen las hojas (cortometraje)           | Dr. Echevarría       | Alicia Albares               |
| 2013 | 15 años y un día                              | Hormaechea           | Gracia Querejeta             |
| 2012 | Carta a Eva                                   | Francisco Franco     | Agustí Villaronga            |
| 2012 | Todo es silencio                              | Sargento Montes      | José Luis Cuerda             |
| 2011 | 23-F: la película                             | José Aramburu Topete | Chema de la Peña             |
| 2010 | La balada del estrecho                        | Amin                 | Jaime Botella                |
| 2008 | Dieta mediterránea                            | Pepe Ripoll          | Joaquín Oristrell            |
| 2008 | Sólo quiero caminar                           | Juez                 | Agustín Díaz Yánes           |
| 2008 | Mortadelo y Filemón. Misión: salvar la Tierra | Torquemado           | Miguel Bardem                |
| 2007 | Siete mesas de billar francés                 | Antonio              | Gracia Querejeta             |
| 2006 | Alatriste                                     | Luis de Alquézar     | Agustín Díaz Yánes           |
| 2004 | Incautos                                      | Guzmán               | Miguel Bardem                |
| 2003 | Noche de reyes                                | Agustín              | Miguel Bardem                |
| 1999 | La Lengua de las mariposas                    | Don Avelino          | José Luis Cuerda             |
| 1997 | De que se ríen las mujeres                    | Salva                | Joaquín Oristrell            |
| 1995 | Madre (Cortometraje)                          | Policía              | Miguel Bardem                |
| 1995 | Hermana, pero ¿Qué has hecho?                 | Inspector Ramírez    | Pedro Masó                   |
| 1994 | Pintadas                                      |                      | Juan Estelrich               |
| 1973 | Los viajes escolares                          |                      | Jaime Chávarri               |

## Televisión
| Año         | Título                              | Papel                       | Cadena                         | Episodios    |
| ----------- | ----------------------------------- | --------------------------- | ------------------------------ | ------------ |
| 1977        | Curro Jiménez                       | Albufera                    | La 1                           | 1 episodio   |
| 1989        | Brigada Central                     | Óscar                       | La 1                           | 1 episodio   |
| 1992        | Hasta luego, cocodrilo              | Roberto                     | La 1                           | 5 episodios  |
| 1995        | Lazos                               |                             | La 1                           | TV-Movie     |
| 1996        | Canguros                            |                             | Antena 3                       | 1 episodio   |
| 1997 - 2000 | La casa de los líos                 | Adnan Pashogui              | Antena 3                       | 65 episodios |
| 2002        | Policías, en el corazón de la calle | Dr. Quiroga                 | Antena 3                       | 3 episodios  |
| 2003        | El comisario                        |                             | Telecinco                      | 1 episodio   |
| 2005        | A tortas con la vida                | Goyo                        | Antena 3                       | 15 episodios |
| 2007        | Cuenta atrás                        | Soler                       | Cuatro                         | 1 episodio   |
| 2009 - 2010 | Hay alguien ahí                     | Padre Palazuelos            | Cuatro                         | 26 episodios |
| 2011        | Ángel o demonio                     | Miguel Bardem               | Telecinco                      | 1 episodio   |
| 2012        | Stamos okupa2                       | Arturo López                | La 1                           | 24 episodios |
| 2012        | Carta a Eva                         | Franco                      | La 1                           | 2 episodios  |
| 2014        | Isabel                              |                             | La 1                           | 2 episodios  |
| 2015        | B&b, de boca en boca                | Mauricio Rocha              | Telecinco                      | 1 episodio   |
| 2015 - 2019 | Vis a vis                           | Inspector Damián Castillo   | Antena 3 / FOX España          | 38 episodios |
| 2016        | La que se avecina                   | Marcial                     | Telecinco/ Factoría De Ficción | 1 episodio   |
| 2017 - 2021 | Estoy vivo                          | Sebastián "Sebas" Rey Cobos | La 1                           | 52 episodios |
| 2020        | Vis a vis: El Oasis                 | Inspector Damián Castillo   | FOX España                     | 1 episodio   |
| 2021        | Amar es para siempre                | Germán García López         | Antena 3                       | 38 episodios |
| 2023        | Las pelotaris 1926                  | Augustin Galarrán           | Vix+                           | 8 episodios  |
| 2023        | El pueblo                           | "El Tío Filetes"            | Prime Video                    | 8 episodios  |
| 2024        | Serrines, madera de actor           | Bosco                       | Prime Video                    | 8 episodios  |

## Premios
Medallas del Círculo de Escritores Cinematográficos
| Año  | Categoría              | Película                      | Resultado |
| ---- | ---------------------- | ----------------------------- | --------- |
| 2007 | Mejor actor secundario | Siete mesas de billar francés | Nominado  |

Premios Unión de Actores y Actrices
| Premio                                     | Año  | Categoría              | Serie     | Resultado |
| ------------------------------------------ | ---- | ---------------------- | --------- | --------- |
| XXVIII Premios Unión de Actores y Actrices | 2019 | Mejor actor de reparto | Vis a vis | Nominado  |

XI Festival Internacional Picor
| Premio                          | Año  | Categoría       | Premio                       | Resultado |
| ------------------------------- | ---- | --------------- | ---------------------------- | --------- |
| Premio de honor Paco Valladares | 2019 | Premio de Honor | A su trayectoria Profesional | Ganador   |